# مارکو پارولو
مارکو پارولو (به ایتالیایی: Marco Parolo) بازیکن فوتبال و اهل ایتالیا است 

## تیم ملی
از سال ۲۰۱۱ میلادی عضو تیم ملی فوتبال ایتالیا بوده و در ۱ بازی ملی حضور داشته‌است. او در بازی‌های ملی‌اش گلی به ثمر نرساند.